# Université publique de Kushiro
L'université publique de Kushiro (釧路公立大学, Kushiro kouritsu daigaku) est une université publique du Japon située dans la ville de Kushiro.